# Seznam uměleckých realizací ve veřejném prostoru ve Lhotce (Praha)
Seznam uměleckých realizací ve Lhotce v Praze 4 obsahuje tvorbu výtvarných umělců umístěnou ve veřejném prostoru v katastrálním území Lhotka. Seznam je řazen podle ulic a nemusí být úplný.

## Seznam uměleckých realizací
| Název                                                         | Fotografie                                                        | Lokace                                                    | Autor                         | Rok       | Popis                                | Poznámka                                                           |
| ------------------------------------------------------------- | ----------------------------------------------------------------- | --------------------------------------------------------- | ----------------------------- | --------- | ------------------------------------ | ------------------------------------------------------------------ |
| Dětské hřiště                                                 | Kategorie „Dětské hřiště (Šárka Radová)“ na Wikimedia Commons     | Čimelická 962/ 11 50°0′51,14″ s. š., 14°27′14,13″ v. d.   | Šárka Radová Jaroslav Fišer   |           | hrací prvek, dřevo, keramika         | dětské hřiště, zbytky keramických plastik, dřevěné sochy           |
| Tanec                                                         | Kategorie „Tanec (Ladislav Kovařík)“ na Wikimedia Commons         | Jílovská 50°1′27,35″ s. š., 14°26′2,69″ v. d.             | Ladislav Kovařík (*1932)      | 1967      | socha, travertin                     | Sídliště Novodvorská, atrium Kulturního centra                     |
| Kašna na koupališti sídliště Novodvorská                      |                                                                   | Nad Koupadly 212/25 50°1′20,04″ s. š., 14°26′16,28″ v. d. | Ladislav Pícha (1917–1990)    | 1976      | kašna, beton, žula                   | biotop Lhotka, dochována kamenná podezdívka                        |
| Fontána Dálky                                                 | Kategorie „Dálky (Jiří Novák)“ na Wikimedia Commons               | Novodvorská 50°1′29,56″ s. š., 14°26′2,05″ v. d.          | Jiří Novák (1922–2010)        | 1969–1972 | socha, slitina železa a dalších kovů | Sídliště Novodvorská, atrium Kulturního centra                     |
| Sedící postava                                                | Kategorie „Sedící figura (Miloslav Chlupáč)“ na Wikimedia Commons | Novodvorská 50°1′29,21″ s. š., 14°26′0,27″ v. d.          | Miloslav Chlupáč (1920–2008)  | 1970–1979 | socha, ružbašský travertin           | Sídliště Novodvorská, přemístěno 05/2019, atrium Kulturního centra |
| Fontána v atriu obchodního centra na sídlišti Novodvorská (†) |                                                                   | Novodvorská 50°1′27,22″ s. š., 14°26′2,99″ v. d.          | Valerián Karoušek (1923–1970) |           | fontána, kov                         | OC Novodvorská, atrium, odstraněno 1995–1999                       |
| Dva betonové reliéfy na fasádě Výzkumného ústavu mechanizace  | Kategorie „Dva reliéfy (Josef Kadlčík)“ na Wikimedia Commons      | Novodvorská 803/82 50°1′22,39″ s. š., 14°26′27,51″ v. d.  | Josef Kadlčík (*1941)         | 1983      | reliéf, beton                        | kancelářská budova                                                 |
| Kalvárie                                                      |                                                                   | Růženínská 50°1′6,88″ s. š., 14°26′3,49″ v. d.            | Antonín Klouda (1929–2010)    | 1987      | mozaika, štípané sklo                | kaple sv. Petra a Pavla                                            |